# Полухин, Александр Васильевич
Александр Васильевич Полухин (род. 19 декабря 1988, Москва) — российский хоккеист, нападающий.

## Биография
Воспитанник московского «Динамо». С 2005 года стал играть за «Динамо-2» в первой лиге. В сезоне 2007/08 дебютировал за «Динамо» в Суперлиге, в следующем сезоне провёл 14 матчей в КХЛ, восстановившись после тяжёлой травмы. Выступал за аффилированные клубы высшей лиги и ВХЛ «Газпром-ОГУ» Оренбург (2008/09), «Рязань» (2009/10, 2011/12, 2023/13), «Динамо» Тверь (2010/11), «Буран» Воронеж (2012/13).